# Ивакуша
Ивакуша је бивше насељено мјесто у сјеверној Лици, у општини Бриње, Личко-сењска жупанија, Република Хрватска.

## Историја
Насеље је у вријеме Југославије било у саставу некадашње општине Бриње. Године 1970. је припојено насељеном мјесту Водотеч.

## Култура
Ивакуша припада парохији Водотеч.

## Становништво
| Ивакуша            |       |       |       |       |
| година пописа      | 1991. | 1981. | 1971. | 1961. |
| Срби               |       |       |       | 38    |
| остали и непознато |       |       |       |       |
| укупно             | '     | '     | '     | 38    |

| Демографија | Демографија | Демографија |
| Година      | Становника  | Становника  |
| ----------- | ----------- | ----------- |
| 1961.       | 38          |             |